# Gare de Dettwiller
Gare de Dettwiller – stacja kolejowa w Dettwiller, w departamencie Dolny Ren, w regionie Grand Est, we Francji. W 2012 budynek dworca został rozebrany.
Jest stacją Société nationale des chemins de fer français (SNCF), obsługiwaną przez pociągi TER Alsace.